# Fousing Sogn
Fousing Sogn er et sogn i Struer Provsti (Viborg Stift).
I 1800-tallet var Asp Sogn og Fousing Sogn annekser til Ølby Sogn. Alle 3 sogne hørte til Hjerm Herred i Ringkøbing Amt. Ølby-Asp-Fousing sognekommune blev ved kommunalreformen i 1970 indlemmet i Struer Kommune.
I Fousing Sogn ligger Fousing Kirke.
I sognet findes følgende autoriserede stednavne:
- Anglandsmose (areal)
- Bak (bebyggelse)
- Fousing (bebyggelse)
- Fousing Gårde (bebyggelse)
- Højlund (bebyggelse)
- Skræddergård (bebyggelse)
- Stadsbjerg (bebyggelse)
- Volhøj (areal)
- Ørevejle (bebyggelse)